# تیم سیل ۸: پشت خط دشمن
تیم سیل ۸: پشت خط دشمن (به انگلیسی: SEAL Team 8: Behind Enemy Lines) یک فیلم جنگی آمریکایی محصول سال ۲۰۱۴ به کارگردانی رول رین با بازی تام سایزمور می‌باشد. این اثر قسمت چهارم از سری فیلم‌های "پشت خطوط دشمن" می‌باشد. این فیلم در تاریخ ۱ آوریل ۲۰۱۴ به صورت فیلم ویدئویی منتشر شد.

## خلاصه داستان
یک تیم رنجر بسیار حرفه‌ای عازم کنگو در آفریقا می‌شوند تا جلوی یک عملیات و ساخت و ساز بزرگ هسته‌ای را بگیرند. جایی که خطرناک‌ترین دشمنان و تروریست‌ها به تکنولوژی کیک زرد هسته‌ای دست یافته‌اند و اکنون مشغول ساخت بمب‌های بسیار خطرناک هستند...

## بازیگران
- تام سایزمور
- لکس شراپنل
- آنتونی اوسیمی
- مایکل اورسون
- دارون مِیر
- اورلی مریل
- کالین موس
- لانگلی کرک‌وود
- واریک جیر
- تانیا ون گران
- بانی لی بومان
- یوجین خمبنیویا

## تولید
این فیلم در کنگو برگزار می‌شود و در آفریقای جنوبی فیلمبرداری است.